# Barbora Spalová
Barbora Spalová (narozena 17. února 1976) je česká sociální antropoložka. Vystudovala etnologii na Filozofické fakultě Univerzity Karlovy a sociologii na Fakultě sociálních věd UK, kde roku 2004 složila státní doktorskou zkoušku ze soudobé sociologické teorie a sociální antropologie.
Barbora Spalová je zakládající členkou České asociace pro sociální antropologii a v letech 2009-2025 byla editorkou časopisu pro kvalitativní výzkum Biograf. Věnuje se výzkumu v oblastech antropologie křesťanství, studií paměti a vnímání žitého prostoru ve městě i v krajině. Od roku 2015 zkoumá staré a nové formy monasticismu v Evropě i v USA. 
Je autorkou či spoluautorkou čtyř knih a mnoha dalších vědeckých publikací:
- Bůh ví proč. Studie pamětí a režimů moci v křesťanských církvích v severních Čechách. Brno: CDK 2012[5]
- Ruprechtice: Veřejný prostor v mentálních mapách obyvatel. Praha: Karolinum 2017. (spolu s Václavem Umlaufem, Ivanou Trebickou, Romanou Fojtovou a Laurou Kopeckou)
- Laici a klerici v české katolické církvi. Na cestě ke spiritualitě spolupráce? Brno: CDK 2017.[6]
- Vize zdaru, vize zmaru: Proměny církví v Česku a na Slovensku v kontextu. Praha: Karolinum 2023. (s Ivanou Lukeš Rybanskou et al.)

V současnosti Barbora Spalová pracuje jako lektorka a výzkumnice na Fakultě sociálních věd Univerzity Karlovy. Je občansky aktivní v kulturním, společenském i politickém životě na česko-polsko-německém trojmezí, kde od roku 2000 žije se svou sedmičlennou rodinou.